# Larry Connor
Lawrence „Larry“ Connor (* 7. Januar 1950 in Albany, New York, Vereinigte Staaten) ist ein US-amerikanischer Unternehmer, Pilot, Rennfahrer, Philanthrop und Raumfahrer.

## Kindheit und Jugend
Connors Vater kämpfte als Angehöriger des United States Marine Corps im Pazifikkrieg. Seine Mutter arbeitete im Zweiten Weltkrieg in Europa für das Rote Kreuz.
Connor hatte zunächst in der Schule Schwierigkeiten. Nach Abschluss der Schule in Dayton (Ohio) studierte er an der Ohio University Englische Sprache und Geschichte. Während des Studiums überwand Connor seine Lernschwäche und schloss sein Studium 1972 mit Summa cum laude und verschiedenen Auszeichnungen ab.

## Wirtschaft, Geschäfte
Bereits in seiner Kindheit und Jugend interessierte sich Connor für das Geschäftsleben. Schon auf der High School gründete er zusammen mit Mitschülern eine erfolgreiche Firma zum Renovieren von Häusern und Wohnungen. Nach Abschluss seines Studiums verkaufte er Volkswagen. Außerdem wurde er Reiseführer für die E.F. MACDONALD COMPANY - DAYTON. Dieser Job führte ihn 10- bis 12- mal pro Jahr nach Marokko, Mexiko und Europa.
1977 eröffnete Connor die Newcom’s Tavern im historischen Stadtteil Oregon District von Dayton. 1979 verkaufte er das Gasthaus mit Gewinn. In den 1980ern gründete Connor die Orlando Computer Corporation und entwickelte sie zum zweitgrößten Wiederverkäufer von IBM Mikrocomputer in Florida.
1991 gründete Connor ohne eigenes Kapital die Immobilienfirma Connor, Murphy, and Buhrman. 2003 zahlte er seine Partner aus und gründete die erfolgreiche Connor Group, die mit einem Firmenvermögen von mehr als 3,5 Milliarden Dollar in 16 verschiedenen Märkten der USA vertreten ist und vielfach ausgezeichnet wurde.

## Philanthropie
Seine eigenen Schwierigkeiten mit der Schule motivierten Connor, sich für Kinder mit Lernschwächen und anderen Schwierigkeiten und Behinderungen einzusetzen. Diese Bemühungen wurden noch verstärkt dadurch, dass Connors Sohn Colin mit einem Down-Syndrom geboren wurde.
Connor gründete 2016 die wohltätige Vereinigung The Connor Group Kids & Community Partners. Diese Vereinigung hilft benachteiligten Kindern und Jugendlichen mit verschiedenen Projekten und Programmen.
2017 fasste Connor den Plan, die Greater Dayton School zu gründen. Sie soll im Herbst 2022 öffnen und wird die erste nicht-religiöse Privatschule in Ohio sein. Auch diese Schule soll benachteiligte und behinderte Kinder fördern und ihnen ihr Leben lang Zugriff auf die Mittel geben, die sie brauchen.
2018 gründete Connor zusammen mit seinem Sohn Colin Colin's Lodge. Dies ist eine Ferieneinrichtung für junge Erwachsene mit Behinderungen.
Während der COVID-19-Pandemie spendete Connor Geld, um die Folgen der Pandemie abzumildern. Er verteilte 1,6 Millionen Dollar aus seinen Gewinnen an seine Mitarbeiter. Er spendete 2,5 Millionen an Krediten an lokale kleine Geschäfte in Dayton und Cincinnati. Erinnerungen an Perioden in seinem eigenen Leben, in denen er selbst in finanziellen Schwierigkeiten war, motivierten ihn zu diesen Hilfen. Ebenso spendete Connor 1 Million Dollar, als er erfuhr, dass nicht alle Schüler der öffentlichen Schulen von Dayton einen Internetzugang hatten, um diesem Missstand abzuhelfen und ihnen die Teilnahme am Online-Unterricht während der Pandemie zu ermöglichen.
Connor arbeitet mit der Mayo Clinic und der Cleveland Clinic zusammen und unterstützt deren Forschung durch Spenden. Bei seiner Teilnahme an der Axiom-1-Mission führt er in der Internationale Raumstation (ISS) für diese Forschung Experimente aus.

## Hobbys
Connor hat eine Pilotenausbildung. Er hat 16 verschiedene Flugzeuge geflogen, darunter eine F-5 und einen Hubschrauber. Bei Kunstflugwettbewerben und Kunstflugmeisterschaften gewann er mehrere Preise. Er ist Rennfahrer und hat bei verschiedenen Autorennen Preise gewonnen. Zweimal gewann er das Baja 1000.

## Raumfahrt

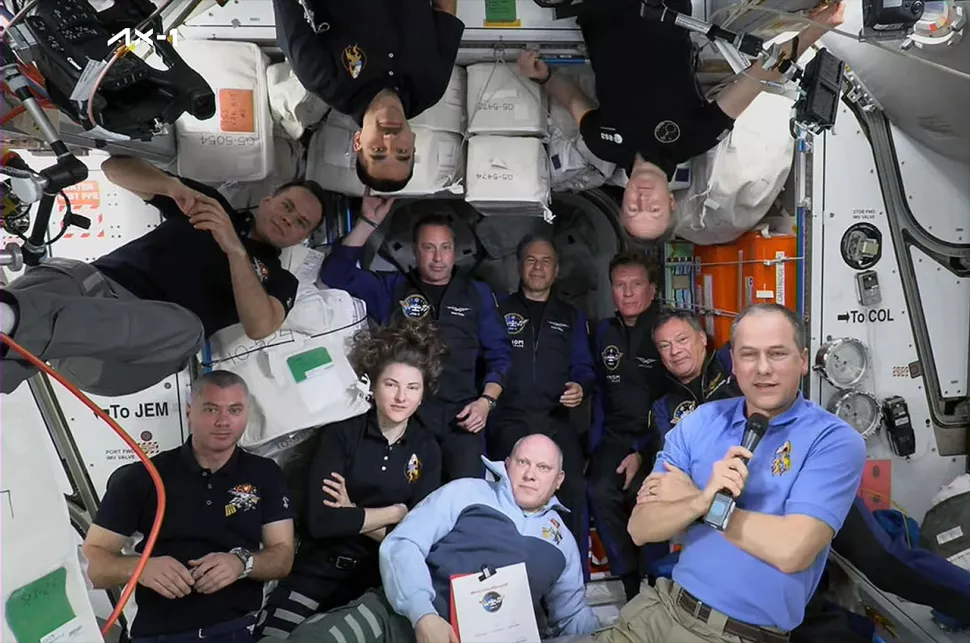
9. April 2022, 11 Raumfahrer auf der ISS: Von links nach rechts: Untere Reihe: Denis Matwejew, Kayla Barron, Oleg Artemjew, Tom Marshburn; mittlere Reihe: Mark Pathy, Eytan Stibbe, Larry Connor, Michael Lopez-Alegria; obere Reihe: Sergei Korsakow, Raja Chari, Matthias Maurer

Connor wurde 2021 als Teilnehmer und Pilot des Raumfluges zur Internationalen Raumstation (ISS) Axiom Mission 1 ausgewählt. Der Flug findet in einer Dragon 2 der Firma SpaceX statt. Trägerrakete war eine Falcon 9. Dieser Raumflug ist privat und kommerziell. Die Teilnehmer zahlen den Flugpreis von 55 Millionen Dollar selbst. Es handelt sich jedoch nicht um reinen Tourismus. Auf dem Flug sollen auch einige wissenschaftliche Experimente von den Teilnehmern gemacht werden. Zusammen mit Connor nehmen Michael Eladio López-Alegría als Kommandant der Mission, Mark Pathy und Eytan Stibbe an der Mission teil.
Der Flug startete am 8. April 2022 um 17:17 Mitteleuropäische Sommerzeit (MESZ) (= 15:17 UTC). Am 9. April 2022 um 14:29 MESZ (= 12:29 UTC), nach ungefähr 21-stündigem Flug, dockte das Raumschiff an der ISS an. Um 16:13 MESZ (= 14:13 UTC) betrat Connor zusammen mit seinen drei Mannschaftskollegen die ISS.
Die vier Neuankömmlinge wurden von der Mannschaft der ISS begrüßt. Diese Mannschaft bestand zu diesem Zeitpunkt aus den sieben Raumfahrern Oleg Germanowitsch Artemjew, Kayla Barron, Raja Chari, Sergei Wladimirowitsch Korsakow, Thomas Marshburn, Denis Wladimirowitsch Matwejew und Matthias Maurer. In einer kurzen Zeremonie wurden die drei Erst-Flieger im Weltraum, Stibbe, Connor und Pathy, als die neuesten Raumfahrer der Welt gekennzeichnet.
Die Teilnehmer sollten ungefähr eine Woche auf der ISS verbringen, die Rückkehr wurde aber wegen schlechten Wetters im Landegebiet mehrfach verschoben und erfolgte am 25. April 2022.

## Motorsport-Statistik

### Le-Mans-Ergebnisse
| Jahr | Team              | Fahrzeug    | Teamkollege | Teamkollege   | Platzierung | Ausfallgrund |
| ---- | ----------------- | ----------- | ----------- | ------------- | ----------- | ------------ |
| 2004 | Intersport Racing | Lola B01/60 | John Field  | Duncan Dayton | Ausfall     | Motorschaden |

### Sebring-Ergebnisse
| Jahr | Team                       | Fahrzeug            | Teamkollege | Teamkollege   | Platzierung | Ausfallgrund |
| ---- | -------------------------- | ------------------- | ----------- | ------------- | ----------- | ------------ |
| 1983 | DL Performance Engineering | Porsche Carrera RSR | Doug Lutz   | Mike Brummer  | Rang 39     |              |
| 2004 | Intersport Racing          | Lola B01/60         | John Field  | Duncan Dayton | Ausfall     | Motorschaden |